# Bambi vak

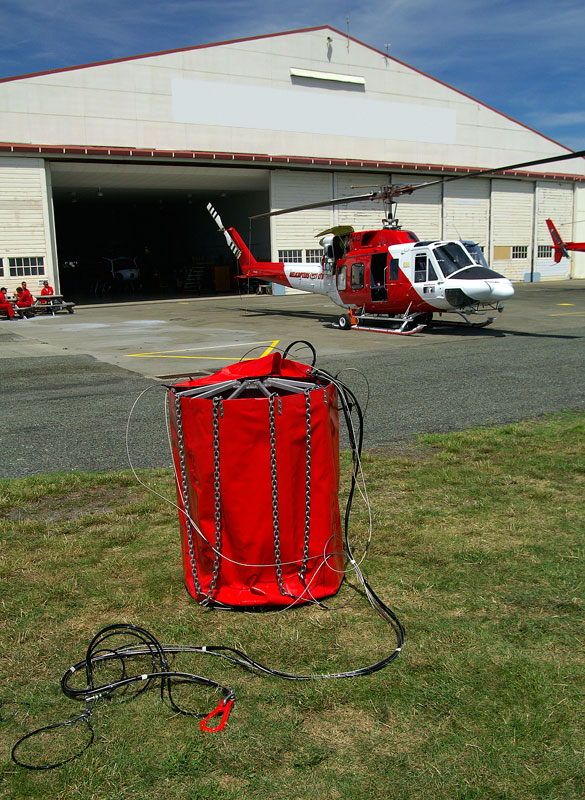
Skládací bambi vak

Bambi vak je integrovaný protipožární systém, který slouží k hašení požárů v podvěsu. Jedná se o nádobu typu vak, která je zavěšena na laně pod vrtulníkem, který tak čerpá vodu pro hašení požárů. Jeho obrovskou výhodou je to, že jej lze plnit přímo z vodní hladiny (např. vodních nádrží, řek, jezer nebo rybníků), a tak se nemusí vrtulník vracet pokaždé na základnu. Jednotlivé zásahy u požárů se tak výrazně zrychlí. Bambi vak obsluhuje operátor z nákladové kabiny vrtulníku. Nad vodní hladinou vak naplní a na místě potřeby vodu vypustí. Konstrukce bambi vaků může být pevná nebo skládací. Pevné vaky pojmou řádově více vody a jsou v podvěsu vrtulníku střední nebo těžké váhové kategorie. Malé skládací vaky bývají zavěšeny pod lehkými vrtulníky a pojmou jen několik stovek litrů. Některé vaky mohou obsahovat také dávkovač chemického pěnidla, který zlepšuje hasivost. V Evropě i ve světě je obvykle využívají a obsluhují příslušníci hasičských sborů, ale v Česku jsou to příslušníci Letecké služby Policie ČR nebo Armády ČR.
Název je překladem anglického "Bambi Bucket", který původně autor Don Arney řekl jako vtip, když byl dotázán na název. Ale protože se líbil, už tomuto vynálezu zůstal.

## Bambi vaky v Česku

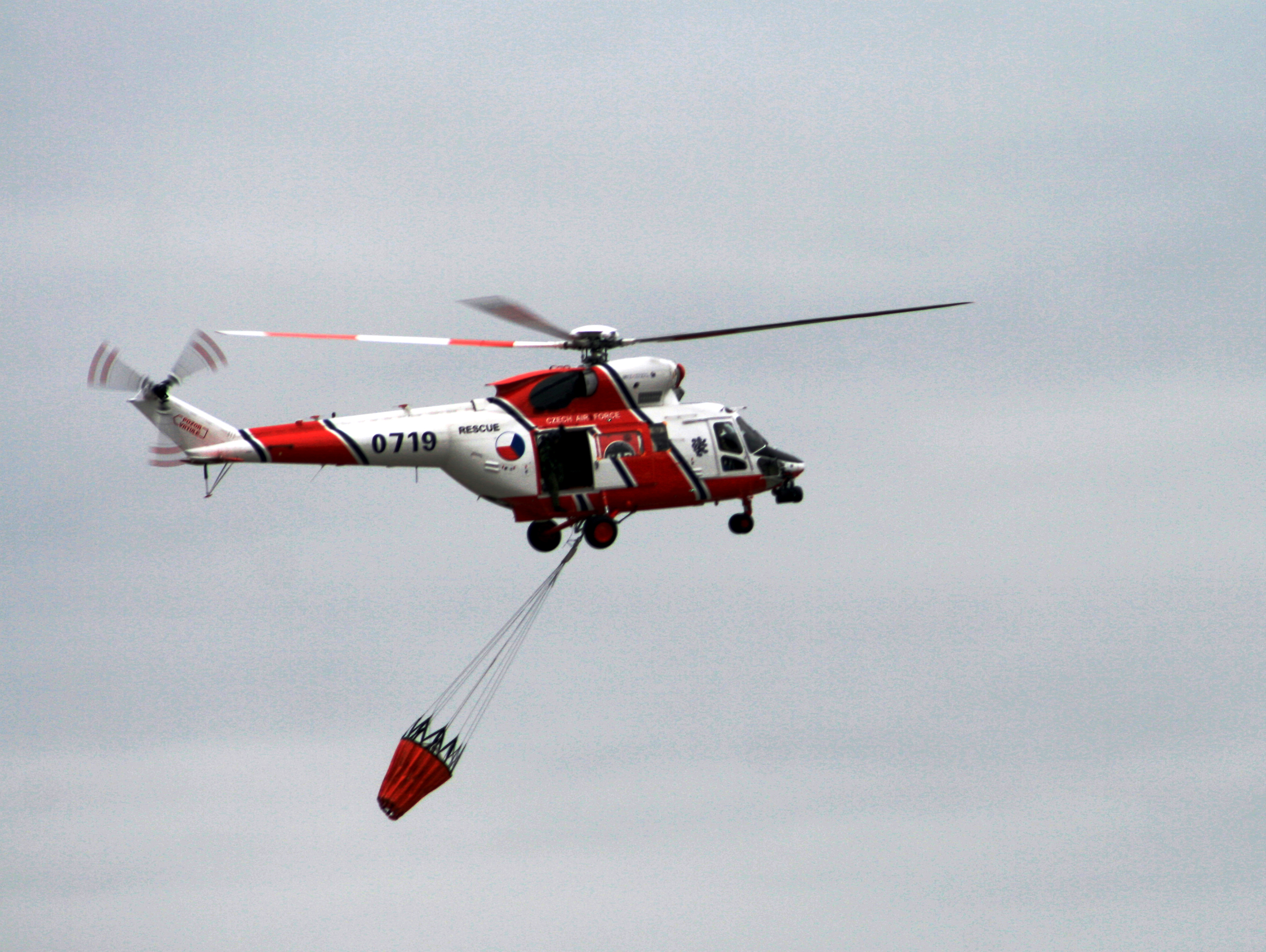
Český armádní vrtulník W-3A Sokół s bambi vakem

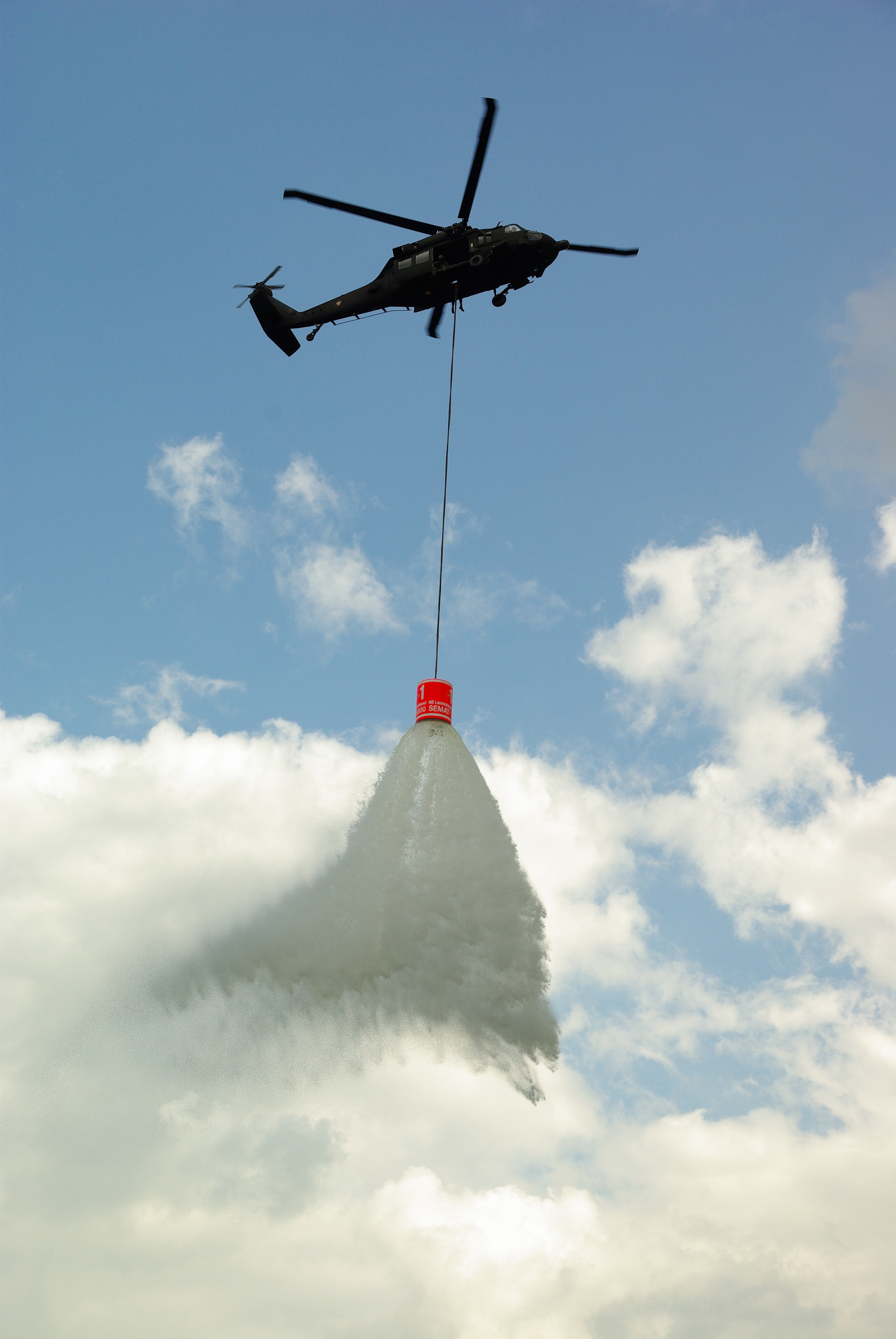
Sikorsky UH-60 Black Hawk rakouské armády předvádí užití bambi vaku

V Česku jsou bambi vaky známé především díky středním vrtulníkům Bell 412 Letecké služby Policie ČR, které je často využívají při ostrých zásazích i při cvičeních. Další složkou, která může bambi vaky využívat, je Armáda ČR, která má k dispozici tři vrtulníky W-3A Sokół v úpravě k hašení v podvěsu. Zajímavostí je, že v Česku hasičské vrtulníky nevyužívá samotný Hasičský záchranný sbor České republiky. Letecká služba Policie ČR má k dispozici jeden bambi vak o objemu 465 litrů, který mohou nést lehké vrtulníky Eurocopter EC 135. Pro střední vrtulníky Bell 412 má k dispozici dva bambi vaky o objemu 795 litrů a jeden bambi vak o objemu 1000 litrů. Bambi vaky byly využity v roce 2000 k hašení rozsáhlých lesních požárů v Makedonii a také ve Slovenském ráji, kde zasahovaly mimo českých a slovenských vrtulníků také vrtulníky z Polska a Maďarska.